# Xylosandrus morigerus
Xylosandrus morigerus là một loài côn trùng trong họ Curculionidae. Loài này được Blandford miêu tả khoa học đầu tiên năm 1894.
Đây là loài gây hại của cây Persea americana, phát triển phổ biến ở Indonesia.